# قرين أنفي علوي
القرين الأنفي العلوي أو المحارة الأنفية العلوية (بالإنجليزية: Superior nasal concha)‏ يوجد تحته الصماخ الأنفي العلوي، وهو يشكل الحد العلوي الإنسي لهذا الصماخ، تنفتح فيه الخلايا الغربالية الخلفية، يوجد فوقه وخلفه على جدار الأنف الوحشي منخفض هو الردب الوتدي الغربالي وهو مكان انفتاح الجيب الوتدي.

## صور إضافية

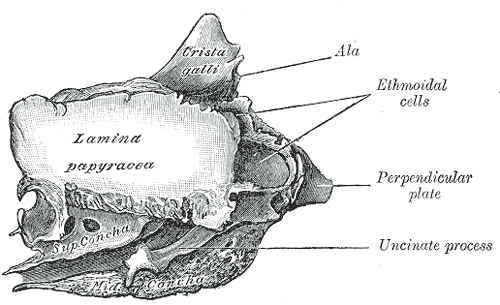
Ethmoid bone from the right side.
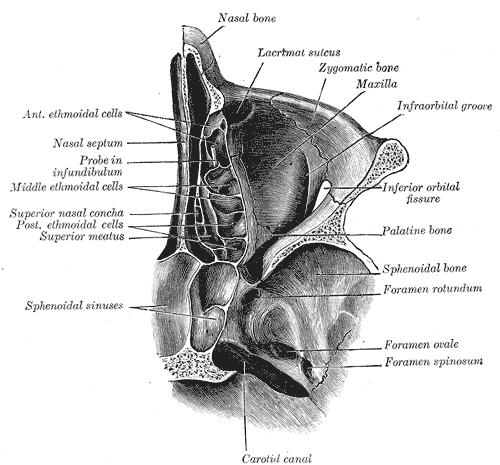
Horizontal section of nasal and orbital cavities.
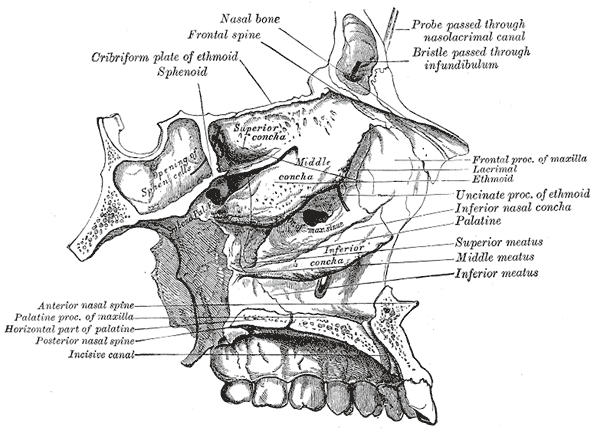
Roof, floor, and lateral wall of left nasal cavity.
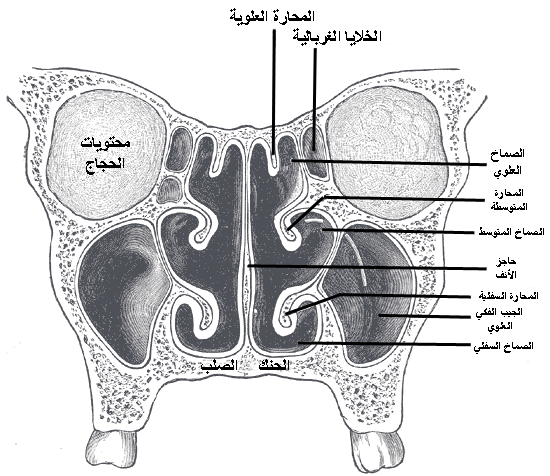
Coronal section of nasal cavities.
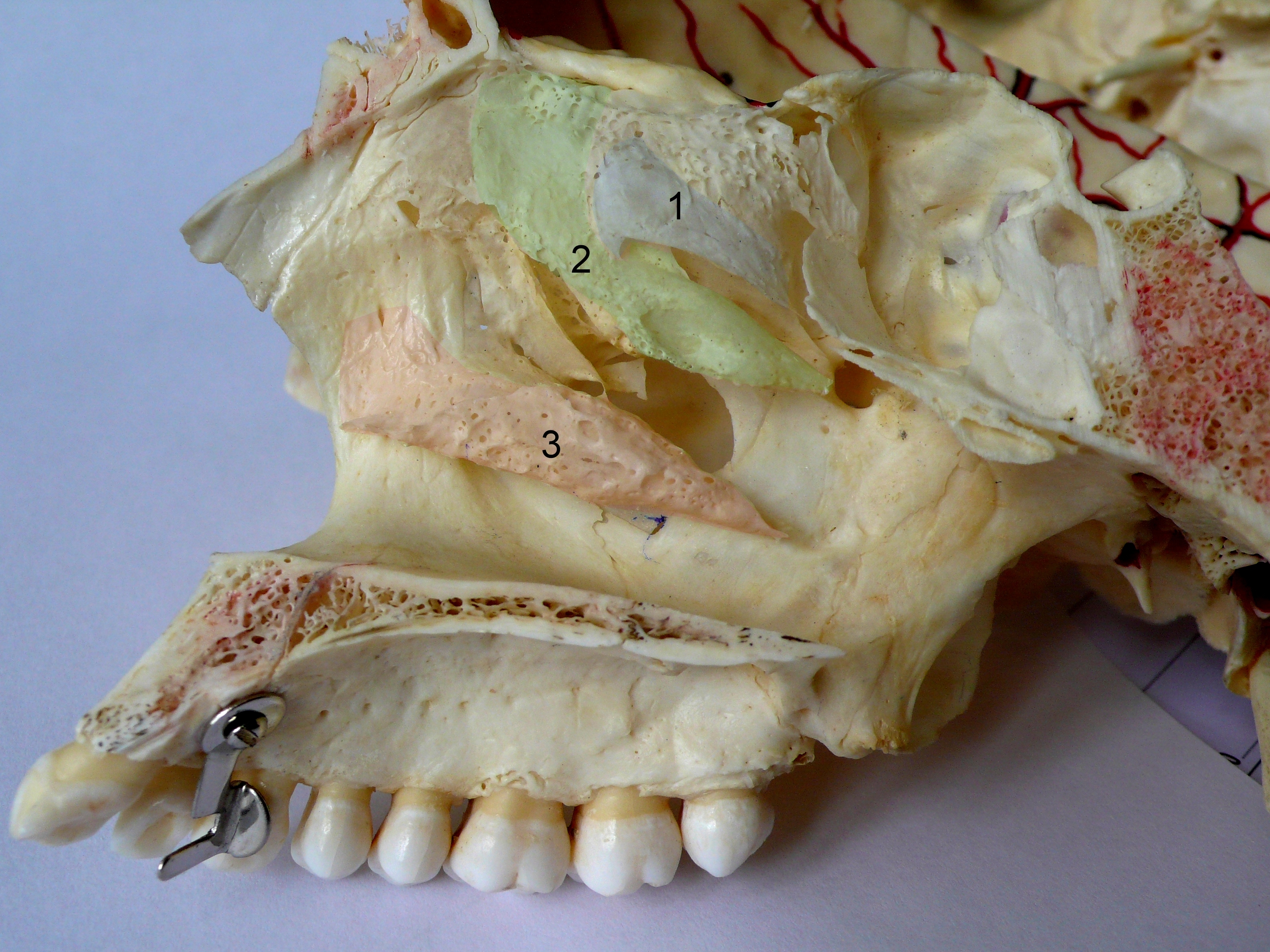
Nasal conchae